# Todor Kavaldzhiev
Todor Kavaldzhiev (en búlgaro: Тодор Кавалджиев; Galabovo, 26 de enero de 1934 - Sofía, 6 de febrero de 2019) fue un economista y político búlgaro, que se desempeñó como Vicepresidente de Bulgaria entre 1997 y 2002.

## Biografía
Nacido en Galabovo, en la provincia de Stara Zagora, a los 18 años fue encarcelado por un intento de restablecer la Unión Nacional Agraria Búlgara en Stara Zagora. Pasó 11 años de prisión, siendo liberado en 1963.
Después de ser liberado, trabajó como constructor y estudió Contabilidad en Svishtov, de donde se graduó en 1973. Más adelante obtuvo el título de economista y trabajó en múltiples empresas estatales.
Con la caída de la República Popular de Bulgaria en 1989, Kavaldzhiev lideró la refundación de la Unión Agraria, por la cual fue elegido a la Gran Asamblea Nacional de 1990-1991, que promulgó una nueva constitución.
En las elecciones presidenciales de 1992 se presentó como fórmula presidencial de Petar Stoyanov, resultando elegidos en segunda vuelta.